# Койтас (Павлодарская область)
Койтас (каз. Қойтас) — село в Баянаульском районе Павлодарской области Казахстана. Входит в состав Куркелинского сельского округа. Расположено примерно в 50 км к югу от Баянаула. Код КАТО — 553647700.

## Население
В 1999 году население села составляло 205 человек (104 мужчины и 101 женщина). По данным переписи 2009 года, в селе проживали 23 человека (17 мужчин и 6 женщин).